# 第一代薩瑟蘭公爵喬治·琉森-高爾
喬治·琉森-高爾（英語：George Leveson-Gower，1758年1月9日—1833年7月19日），第一代薩瑟蘭公爵，1833年1月之前頭銜為斯塔福德侯爵（Marquess of Stafford），1790年至1792年擔任英國駐法國大使。

## 家庭
1785年，喬治·琉森-高爾和伊莉莎白·薩瑟蘭結婚，兩人共有2子2女：
1. 喬治（英语：George Sutherland-Leveson-Gower, 2nd Duke of Sutherland）（1786年—1861年），第二代薩瑟蘭公爵
2. 夏洛特（英语：Charlotte Fitzalan-Howard, Duchess of Norfolk）（1788年—1870年），諾福克公爵夫人
3. 伊莉莎白（1797年—1891年），西敏侯爵夫人
4. 法蘭西斯（英语：Francis Egerton, 1st Earl of Ellesmere）（1800年—1857年），第一代埃爾斯米爾伯爵